# Javier Cienfuegos
Pour les articles homonymes, voir Cienfuegos (homonymie) et Pinilla.
Javier Cienfuegos Pinilla, né le 15 juillet 1990 à Montijo-Badajoz, est un athlète espagnol, spécialiste du lancer de marteau, dont il était le détenteur du record du monde junior.

## Biographie
Son club est le CA Playas de Castellón et son entraîneur Raul Jimeno. Sa meilleure marque avec le marteau de 6 kg est de 82,97 m (le 17 juin 2009 à Madrid), un record du monde junior qui était auparavant la propriété du Russe Yevgeniy Aydamirov et qui est battu en 2012 par Ashraf Amgad Elseify. 
En Coupe d'Europe hivernale, il remporte la médaille d'or à Los Realejos en 2009 et à Arles en 2010. À Novi Sad, lors des Championnats d'Europe junior d'athlétisme 2009, il remporte la médaille de bronze.
Avec le marteau des séniors (7,26 kg), il lance à 75,02 m en mars 2011, très proche du record espagnol de 75,42 m (Moisés Campeny) qui date de 2003.
Il lance le marteau à 75,31 m à Madrid (Moratalaz) le 21 mai 2011 mais ne se qualifie pas pour la finale de Daegu 2011.
En 2012 il bat le record de Campeny avec un lancer à 76,21 m ; il améliore son record d'Espagne en 2013 avec la marque de 76,71 m.
Le 2 mars 2019, il porte son propre record d'Espagne à 77,32 m lors des championnats d'Espagne hivernaux. Le 24 août, il atteint à León la marque de 78,16 m, qu'il améliore à nouveau une semaine plus tard aux championnats d'Espagne avec 78,70 m, la 4e meilleure performance mondiale de l'année. Le 6 septembre, à Andújar, il bat encore son propre record avec 79,32 m.
Il se classe 7e des championnats du monde 2019 à Doha.

## Palmarès
| Date | Compétition                       | Lieu      | Résultat | Marque  |
| ---- | --------------------------------- | --------- | -------- | ------- |
| 2008 | Championnats du monde juniors     | Bydgoszcz | 12e      | 65,93 m |
| 2009 | Championnats d'Europe juniors     | Novi Sad  | 3e       | 79,12 m |
| 2011 | Championnats d'Europe espoirs     | Ostrava   | 2e       | 73,03 m |
| 2016 | Championnats d'Europe             | Amsterdam | 12e      | 68,17 m |
| 2018 | Championnats ibéro-américains     | Trujillo  | 1er      | 74,71 m |
| 2019 | Championnats d'Europe par équipes | Bydgoszcz | 4e       | 75,23 m |
| 2019 | Championnats du monde             | Doha      | 7e       | 76,57 m |
| 2022 | Coupe d'Europe des lancers        | Leiria    | 2e       | 75,59 m |
| 2022 | Championnats ibéro-américains     | La Nucia  | 1er      | 74,70 m |

## Records
| Épreuve           | Marque       | Lieu    | Date             |
| ----------------- | ------------ | ------- | ---------------- |
| Lancer du marteau | 79,32 m (NR) | Andujar | 6 septembre 2019 |